# (4421) Kayor
(4421) Kayor (1942 AC) – planetoida z pasa głównego asteroid okrążająca Słońce w ciągu 4,34 lat w średniej odległości 2,66 j.a. Odkryta 14 stycznia 1942 roku.